# Rongerik (atol)
Atol Rongerik (również Rongdrik lub Roñdik) – niezamieszkana wyspa koralowa o powierzchni 1,68 km² na Pacyfiku. Atol składa się z siedmiu wysepek otaczających lagunę o powierzchni 144 km². Wchodzi w skład łańcucha Ralik Chain archipelagu Wysp Marshalla w odległości 200 kilometrów na wschód od atolu Bikini.

## Historia
Przed I wojną światową Rongerik wchodził w skład terytorium Niemieckiej Nowej Gwinei; tradycyjnie pozostawał niezamieszkany, bowiem mieszkańcy archipelagu wierzą, iż atol jest nawiedzany przez „dziewicze demony z Ujae”, będące zwiastunami nieszczęść.
Wysepka zyskała pewne zainteresowanie opinii publicznej jako tymczasowe lokum (od 7 marca 1946 do 14 marca 1948 roku) tubylczych mieszkańców atolu Bikini, który władze Stanów Zjednoczonych wybrały jako miejsce przeprowadzenia testów z bronią nuklearną w ramach Operacji Crossroads. Po wielu miesiącach cierpień z niedostatku i głodu przesiedleńcy zostali ponownie załadowani na statki i odesłani najpierw na Kwajalein, a ostatecznie na wyspę Kili.
1 marca 1954 roku atol Rongerik otrzymał znaczną dawkę promieniowania w rezultacie detonacji bomby wodorowej Bravo w ramach Operacji Castle.